# Szrbinovo
Szrbinovo (macedónul: Србиново, albánul Sërmnovë) település Észak-Macedóniában, a Pologi körzet Gosztivari járásában.

## Népesség
| Lakosok száma | 772  | 868  | 897  | 1074 | 1162 |      | 983  | 1039 | 317  |
|               | 1948 | 1953 | 1961 | 1971 | 1981 | 1991 | 1994 | 2002 | 2021 |

2002-ben 1 039 lakosa volt, akik mindannyian albánok.